# جوایز موسیقی بیلبورد ۲۰۱۹
مراسم اهدای جوایز موسیقی بیلبورد ۲۰۱۹ در ۱ مه ۲۰۱۹ در سالن ام‌جی‌ام گرند گاردن آرنا واقع در شهر لاس وگاس، ایالات متحده آمریکا برگزار شد. مراسم به صورت زنده در شبکه تلویزیونی ان‌بی‌سی پخش شد و برای دومین سال متوالی توسط کلی کلارکسون میزبانی شد. فهرست نامزدهای مراسم در ۴ آوریل ۲۰۱۹ اعلام شده بودند. ماریا کری در این مراسم جایزه نماد را دریافت کرد.